# Kiso (Schiff, 1921)
Die Kiso (jap. 木曾) war ein Leichter Kreuzer der kaiserlich japanischen Marine und das letzte Schiff der insgesamt fünf Einheiten umfassenden Kuma-Klasse. Benannt wurde der Kreuzer nach dem Fluss Kiso auf Honshū. Er war im Pazifikkrieg eingesetzt, bevor er im November 1944 bei einem Luftangriff versenkt wurde.

## Vorkriegszeit
Der Leichte Kreuzer Kiso wurde von der Kaiserlichen Marine als Teil des „8-4“-Flottenbauprogramms von 1917 eingeplant. Das Schiff wurde am 10. Juni 1919 auf der Mitsubishi Werft in Nagasaki auf Kiel gelegt und nach zweijähriger Bauzeit am 4. Mai 1921 in Dienst gestellt.

### Experimente
Nachdem sich die Kaiserlich japanische Marine zunehmend für den Einsatz von Aufklärungsflugzeugen zu interessieren begonnen hatte, beschloss man probehalber, auch die Kiso mit einer Startvorrichtung für ein Flugzeug auszurüsten. Dazu begann man noch vor der Indienststellung des Kreuzers mit den Anpassungen. Ein zusätzliches Deck wurde in den Brückaufbau eingezogen, das sich zwischen der gepanzerten Gefechtsbrücke und der Kompassbrücke befand. Dieses Deck war als Hangar gedacht und konnte ein Flugzeug aufnehmen. Der Start erfolgte über zwei je neun Meter lange Startflächen, die man auf das Dach der beiden vorderen Geschütztürme setzte. Über diese 18 Meter lange Startbahn wurden nach der Indienststellung des Kreuzers 1921 erfolgreich gewöhnliche landgestützte Flugzeuge wie die Gloster Sparrowhawk gestartet. Dazu drehte der Kreuzer kurz vor dem Start mit hoher Fahrt gegen den Wind, um mehr Auftrieb unter den Flugzeugtragflächen zu erzeugen. Die Experimenten endeten 1922, die Startplattformen wurden entfernt und der Hangar als Funkraum benutzt.

### Frühe Jahre
Nach ihrer Indienststellung war die Kiso Teil der 4. Sentai der 2. Flotte und unternahm mit der Schwadron eine Übungsfahrt in das Gelbe Meer. Mit der Reorganisation der japanischen Marine wurde der Kreuzer 1922 zur 3. Sentai der 1. Flotte versetzt. 1924 dockte man das Schiff ein, um die Maschinen zu überholen und um auch wie bei ihren Schwesterschiffen auf der Kiso bis 1926 eine überdachte Feuerleitplattform zu erhalten, die auf halber Höhe am Vormars angebracht wurde.
1928 wurde sie nach Tsingtao verlegt, um dort bis Mai 1930 als Flaggschiff einer Schwadron in chinesischen Gewässern eingesetzt zu werden. Anschließend wurde sie bis Mitte 1931 wieder zu Umbauten in die Werft bei Yokosuka geschickt. Danach war sie für kurze Zeit als Ausbildungsschiff für Geschützmannschaften abgestellt. Ab September 1935 war sie Teil der 9. Sentai.

### Umbauten
Im Mai 1936 wurde der Kreuzer eingedockt, um die Maschinenanlage zu modernisieren und den Rumpf zu verstärken. Bis März 1937 wurden alle Dampfkessel auf Ölfeuerung umgerüstet.
Bis 1937 änderte man die Bewaffnung leicht ab: 12,7-mm-Vickers-Maschinengewehre ersetzten die beiden einzelnen 8,0-cm-L/40-Typ-3-Geschütze und die 7,7-mm-Lewis Gun ersetzte die ursprünglich verwendeten 6,5-mm-Maschinengewehre.
Vom 15. Juni 1938 bis April 1939 wurde die Kiso erneut als Ausbildungsschiff abgestellt, dieses Mal für die Navigationsschule der Marine.
Ende 1939 wurde in der Werft bei Maizuru die Feuerleitplattform am Vormars um zwei Beobachtungsplattformen ergänzt und ein optischer Entfernungsmesser mit einer Basislänge von 3,5 Metern auf das Dach des Brückenaufbaus gesetzt. Das Schiff stieß erst im November 1940 wieder zur Flotte. Während dieser Werftliegezeit gingen auch die beiden 12,7-mm-Vickers-Eizellafetten wieder von Bord und wurden durch zwei Zwillingsmaschinenkanonen 2,5 cm L/60 Typ 96 ersetzt.

## Pazifikkrieg

### Wachdienst und Aleuten

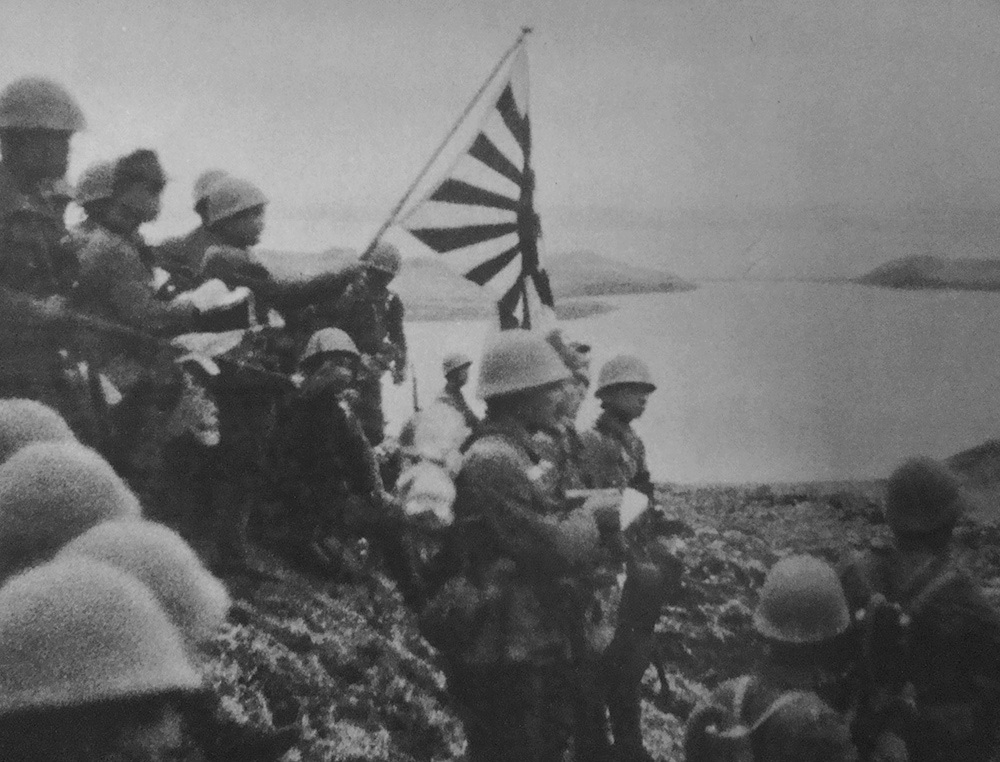
Die Flotte, geführt vom Kreuzer Kiso, landete am 6. Juni 1942 japanische Truppen auf Kiska Island

Vor Kriegsbeginn wurden Kiso und ihr Schwesterschiff Tama der Sentai 21 der 5. Flotte zugeteilt. Sie patrouillierten bei Kriegsausbruch im Dezember 1941 von ihrer Basis bei Akkeshi die Gewässer nahe den Kurilen.
Am 18. April 1942 griffen amerikanische Flugzeuge, die zur Sicherung des Doolittle Raids von der Enterprise gestartet waren, japanische Wachschiffe an. Die Kiso rettete am 19. April die Besatzung des Wachschiffs Nanshin Maru und übernahm zwei Tage später die Besatzung der Iwate Maru, die zuvor vom U-Boot I-74 aufgenommen worden war.
Anfang Mai 1942 war die Kiso als Sicherungsschiff für eine Aufklärungsmission gegen die Aleuteninseln Kiska und Adak eingesetzt. Einige Wochen später war sie das Flaggschiff der Kiska-Landungsgruppe. Sie setzte Beiboote ein, um Truppen abzusetzen und transportierte anschließend einige der auf der Insel gefangengenommenen Amerikaner nach Japan.
Im Oktober 1942 sicherte sie den Transport von 900 zusätzlichen japanischen Soldaten nach Attu als Sicherungsschiff ab. Im November führte sie mit der Tama einen weiteren Truppentransport nach Attu durch. Ende Februar 1943 sicherte die Kiso ein Frachtschiff mit Nachschubgütern für Attu auf seiner Reise.
Im April 1943 wurde der Kreuzer eingedockt, seine Flugabwehrbewaffnung wurde verstärkt und ein Typ-21-Radar zur Suche nach Luftzielen am vorderen Mast installiert. Am 11. Mai lief er zu einer erneuten Versorgungsfahrt nach Attu aus, musste aber zurückkehren, nachdem die Japaner von den Landungen amerikanischer Truppen auf Attu erfahren hatten.
Als Nächstes sollte Kiska evakuiert werden. Die Kiso erhielt dazu vorübergehend eine 7,5-cm-Heeresflugabwehrkanone vom Typ 88, die man auf dem Achterdeck anbrachte. Am 28. Juli lief der Leichte Kreuzer nach Kiska, nahm 1.189 japanische Soldaten auf und brachte sie zurück nach Japan.

### Versorger im Südpazifik
Mit dem Ende der Aleuten-Operationen wurden die Kreuzer der Sentai 21 wegen ihrer hohen Geschwindigkeit und großen Reichweite zum Transport von Truppen zu Inseln im Südpazifik eingeteilt. Am 22. September 1943 wurden Soldaten in Ponape abgesetzt, am 21. Oktober in Rabaul. Auf dem Rückmarsch von Rabaul wurden beide Kreuzer zum Ziel eines australischen Luftangriffs. Bristol-Beaufort-Bomber, die von Guadalcanal gestartet waren, griffen den Verband bei 04°23' Süd 153°11' Ost an und erzielten einen Bombentreffer auf der Kiso etwas steuerbord vom vorderen Schornstein. Die Explosion der 250 lbs (113,5 kg) schweren Fliegerbombe zerstörte einen Steuerbordmaschinenraum, tötete zwölf Seeleute und der Kreuzer musste sich mit halber Fahrt nach Rabaul zurückziehen, um Notreparaturen durchführen zu lassen. Anschließend fuhr sie nach Truk und dann für weitere Reparaturen nach Japan.
Während die Schäden behoben wurden, erhielt das Schiff auch weitere Flugabwehrbewaffnung. Am signifikantesten war das Entfernen der beiden hinteren 14,0-cm-L/50-Hauptgeschütze und ihr Ersatz durch ein Zwillingsgeschütz 12,7 cm L/40 Typ 89 A1, der schweren Standardflugabwehrkanone der Marine. Zusätzlich wurden weitere 25-mm-Maschinenkanonen montiert. Am 24. Februar 1944 übernahm Kaigun-Taisa Imamura das Kommando auf der Kiso.
Im Juni 1944 führten beide Kreuzer der Sentai 21 einen Truppentransport nach Chichi-jima, Teil der Bonin Inselgruppe, durch.

### Ende
Nachdem die Kaiserliche Marine in der See- und Luftschlacht im Golf von Leyte die Landung amerikanischer Truppen auf den Philippinen nicht hatte verhindern können, wurde die Kiso eingesetzt, um Truppen für die Verstärkung der Inselverteidigung zu transportieren. Gemeinsam mit dem Flugzeugträger Jun’yō, der hier nur als Transporter eingesetzt war, lief sie am 30. Oktober 1944 zunächst nach Brunei aus.
Da es den Amerikanern gelungen war, den Funkverkehr der japanischen Marine zu entschlüsseln, waren sie in der Lage, deren Funksignale mitzulesen. So erfuhren sie von der Versorgungsfahrt und stellten U-Boote auf, um die Flotte abzufangen. Eines der U-Boote setzte sechs Torpedos auf den Flottenverband ab, von denen vier den Zerstörer Akikaze trafen und versenkten, die übrigen Schiffe konnten jedoch entkommen.
Von Brunei lief die Flotte am 8. November in Richtung Manila aus. Dort eingetroffen wurden die Nachschubgüter am 10. November entladen und die Kiso nach Brunei befohlen. Der Kreuzer sollte dort als Flaggschiff einer Zerstörerflotte dienen und nahm deshalb Stabspersonal an Bord.
Noch immer in der Bucht von Manila, wurde der Kreuzer am 13. November 1944 von Flugzeugen der Task Force 38 angegriffen und erhielt drei Treffer von Fliegerbomben an Steuerbord. Die Treffer lagen über die Schifflänge verteilt, sodass der Kreuzer schnell mit Wasser volllief und auf den flachen Grund absackte. 105 Besatzungsmitglieder, einschließlich Kommandant Imamura, überlebten den Untergang des Kreuzers.

### Wrack
Das Wrack wurde 1955 aus dem seichten Wasser gehoben und 1956 in Manila verschrottet.